# Xaver Schlager
Xaver Schlager, född 28 september 1997 i Linz, är en österrikisk fotbollsspelare som spelar för RB Leipzig. Han representerar även det österrikiska landslaget.

## Karriär
I juni 2019 värvades Schlager av VfL Wolfsburg, där han skrev på ett fyraårskontrakt.
Den 17 juni 2022 värvades Schlager av RB Leipzig, där han skrev på ett fyraårskontrakt.